# Jan II. ze Šlejnic
Jan II. ze Šlejnic (německy Johann II. von Schleinitz, † 30. listopadu 1434 v Zeitzi) byl německý šlechtic z rodu Šlejniců. Působil jako římskokatolický duchovní, v letech 1422 až 1434 vykonával úřad biskupa v Naumburgu.

## Život
Jan II. pocházel ze saského rodu pánů ze Šlejnic, z něhož pocházelo několik další biskupů v naumburské a míšeňské diecézi.
Studoval v Praze, Erfurtu, Bologni a Lipsku. V roce 1410 se stal proboštem v Budyšíně a v roce 1417 proboštem v Míšni.
V letech 1422–1434 vykonával úřad naumburského biskupa. Za jeho působení v biskupství vtrhli do diecéze husité.
Jan II. ze Šlejnic zemřel 30. listopadu 1434 v Zeitzi a byl pohřben v tamní katedrále svatých Petra a Pavla. Jeho bronzový náhrobek je umístěn na severní straně chóru. Jeho nástupcem v biskupském úřadu se stal jeho synovec Petr ze Šlejnic, který od června 1434 působil jako Janův koadjutor.